# Epfenbach
Epfenbach är en kommun och ort i Rhein-Neckar-Kreis i regionen Rhein-Neckar i Regierungsbezirk Karlsruhe i förbundslandet Baden-Württemberg i Tyskland.
Kommunen ingår i kommunalförbundet Waibstadt tillsammans med städerna Waibstadt och Neckarbischofsheim och kommunerna Helmstadt-Bargen, Neidenstein och Reichartshausen.